# Mrozów (przystanek kolejowy)
Mrozów (niem. Nippern) – przystanek osobowy w Mrozowie, na linii kolejowej nr 275 Wrocław Muchobór – Gubinek.

## Ruch pasażerski
| Rok  | Wymiana pasażerska na dobę |
| ---- | -------------------------- |
| 2017 | 300-499                    |
| 2022 | 300-499                    |

## Położenie
Przystanek osobowy Mrozów położony jest na południu wsi Mrozów przy przejeździe kolejowo-drogowym kategorii A w ciągu ul. Wyzwolenia (droga Mrozów – Krępice). Budynek stacyjny jest przypisany pod adres: 55-330 Miękinia, Mrozów, ul. Wyzwolenia 31.

## Historia

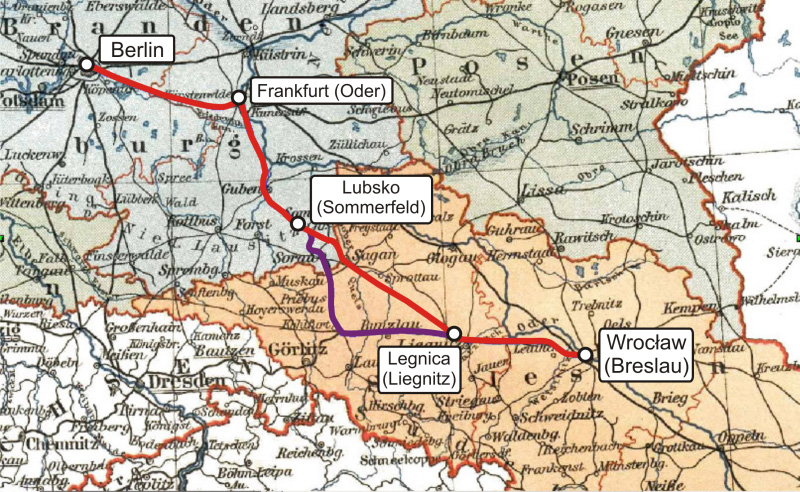
Przebieg linii Kolei Dolnośląsko-Marchijskiej

Dzisiejszy przystanek w Mrozowie powstał w latach 1843-1846 przy zbudowanej przez Kolej Dolnośląsko-Marchijską linii kolejowej z Wrocławia w kierunku Berlina i Drezna. Odcinek Wrocław – Legnica, na którym leży przystanek, zaczęto budować 29 sierpnia 1843 r., natomiast otwarto 19 października 1844 r.
Przystanek w Mrozowie nie został uruchomiony wraz z linią, na której pierwszymi postojami handlowymi pociągów były wyłącznie Wrocław, Leśnica, Miękinia, Środa Śląska, Malczyce oraz Legnica.
Przypuszczalnie, przystanek został wybudowany pod koniec XIX wieku, podczas rozbudowy linii.
Pierwotnie na przystanku stał budynek ryglowy mieszczący poczekalnię i kasę biletową. Około roku 1912 na północnym peronie (od strony wsi) wzniesiono obecny budynek dworcowy. W zbiorach Muzeum Architektury we Wrocławiu zachowały się projekty identycznego budynku dworca z 1912 roku przy stacji Wrocław Nowy Dwór.
Pierwotnie przystanek posiadał dwa niskie perony jednokrawędziowe.
W latach 1983–1984 wraz z remontem linii dokonano elektryfikacji linii kolejowej nr 275 na pierwszym odcinku do Miłkowic wraz z m.in. wymianą szyn na bezstykowe. 28 grudnia 1984 r. przez przystanek Mrozów przejechał oficjalnie pierwszy pociąg elektryczny obsługiwany jednostką EN57. Perony na przystanku zostały w tym czasie pokryte asfaltem.
Podczas przebudowy linii kolejowej nr 275 na odcinku Wrocław Leśnica – Miękinia w ramach pierwszego etapu modernizacji paneuropejskiego korytarza transportowego E-30, w okresie od grudnia 2001 do października 2002 przystankowi nadano obecny kształt – przebudowano układ torowy i sieć trakcyjną, a dotychczasowe perony rozebrano i w ich miejsce wzniesiono obecne wysokie perony jednokrawędziowe. Rozebrano wówczas również drewnianą wiatę z okresu budowy przystanku umiejscowioną na południowym peronie.
Przystanek w Mrozowie był pierwszym zmodernizowanym przystankiem osobowym na zachodnim odcinku korytarza E-30 (Wrocław – Zgorzelec).
Do 2008 roku Przewozy Regionalne ogłaszały przetargi na prowadzenie w Mrozowie ajencyjnej kasy biletowej. W 2010 r. kasa została zlikwidowana.

## Linie kolejowe
Przystanek leży na linii kolejowej nr 275 Wrocław Muchobór – Gubinek. Na odcinku, na którym zlokalizowano przystanek, jest to linia magistralna, dwutorowa, zelektryfikowana, normalnotorowa, znaczenia państwowego, objęta umowami AGC oraz AGTC.

## Infrastruktura

### Budynek dworca
Na przystanku stoi murowany, parterowy, otynkowany budynek dworcowy, kryty dachówką, pochodzący z okresu budowy linii. Do 2010 roku w budynku funkcjonowała poczekalnia oraz kasa biletowa, w ostatnim okresie działalności kasa ajencyjna spółki Przewozy Regionalne. Budynek został adaptowany na cele mieszkalne.

### Perony
Na przystanek Mrozów składają się dwa wysokie, jednokrawędziowe perony o wysokości 0,78 m ponad główkę szyny i długości użytkowej 205 m. Perony są zlokalizowane pomiędzy km 20,565 a 20,770 linii kolejowej nr 275. Nawierzchnia peronów jest utwardzona szarą kostką Bauma, natomiast krawędzie wykonane są z czerwonych płyt betonowych. Dojście na przystanek jest możliwe od ulicy Wyzwolenia w Mrozowie. Na peronach są ustawione ławki i wiaty przystankowe. Perony są wyposażone w oświetlenie, zegary oraz urządzenia megafonowe.

## Ruch pociągów
- Głogów
- Lubin
- Legnica
- Lubań Śląski
- Wrocław Główny
- Zgorzelec

Uwaga – wymieniono jedynie stacje docelowe (wg stanu na 06.12.2023 r.) połączeń pasażerskich, które realizują Koleje Dolnośląskie.